# FK Teteks Tetovo
Maillots
Le Fudbalski Klub Teteks Tetovo (en macédonien : фудбалски клуб Тетекс Тетово), plus couramment abrégé en Teteks Tetovo, est un club macédonien de football fondé en 1953 et basé dans la ville de Tetovo.

## Historique
- 1953 : Fondation du club sous le nom du FK Tekstilac Tetovo
- 2008 : Le club est renommé sous le nom du FK Teteks Tetovo

## Bilan sportif

### Palmarès
| \| - Coupe de Macédoine : - Vainqueur : 2010 et 2013. - Finaliste : 2011 et 2015. - Supercoupe de Macédoine : - Finaliste : 2013. \| \| - Championnat de Macédoine D2 (1) : - Champion : 2009. \| |  |                                                        |
| - Coupe de Macédoine : - Vainqueur : 2010 et 2013. - Finaliste : 2011 et 2015. - Supercoupe de Macédoine : - Finaliste : 2013.                                                                    |  | - Championnat de Macédoine D2 (1) : - Champion : 2009. |

### Bilan européen
Note : dans les résultats ci-dessous, le score du club est toujours donné en premier
| Saison    | Compétition  | Tour            | Club          | Domicile | Extérieur | Total |
| --------- | ------------ | --------------- | ------------- | -------- | --------- | ----- |
| 2010-2011 | Ligue Europa | Premier tour Q  | FK Ventspils  | 3 - 1    | 0 - 0     | 3 - 1 |
| 2010-2011 | Ligue Europa | Deuxième tour Q | IF Elfsborg   | 1 - 2    | 0 - 5     | 1 - 7 |
| 2013-2014 | Ligue Europa | Premier tour Q  | Pyunik Erevan | 1 - 1    | 0 - 1     | 1 - 2 |

Légende
- Victoire ou qualification pour le tour suivant
- Match nul
- Défaite ou élimination de la compétition

## Personnalités du club

### Présidents du club
- Stevo Alampioski

### Entraîneurs du club
| - Toni Jakimovski (2008 - juin 2011) - Dragi Setinov (29 juillet 2011 - 24 septembre 2012) - Gjorgji Todorovski (25 septembre 2012 - 19 mars 2013) - Gorazd Mihajlov (19 mars 2013 - 31 juillet 2013) - Zoran Smileski (juillet 2013 - mai 2014) - Zoran Boshkovski (7 mai 2014 - juin 2014) | - Dobrinko Ilievski (1 juillet 2014 - 4 septembre 2014) - Gjorgji Todorovski (septembre 2014 - mars 2015) - Gorazd Mihajlov (19 mars 2015 - 30 juin 2015) - Ivica Jovanoski (2016 - 2017) - Miroslav Jakovljević (2018 - 2019) - Gjorgji Todorovski (2019 - ) |